# Conospermum mitchellii
Conospermum mitchellii (лат.) — кустарник, вид рода Коноспермум (Conospermum) семейства Протейные (Proteaceae), эндемик западной Виктории в Австралии.

## Ботаническое описание
Conospermum mitchellii — многоствольный кустарник высотой 1-2 м. Листья линейные длиной 5-20 см, шириной 0,8-3,5 мм, восходящие или более или менее загнутые; вершина от острой до заострённой; средняя жилка с разбросанными волосками. Соцветие — щитковидная метёлка; цветонос слегка опушённый 4,5-18,5 см длиной, прицветники яйцевидные или ланцетные, 2,5-4,5 мм длиной, 1-2,8 мм шириной синие, реснитчатые, с острой вершиной. Околоцветник белый, голубой или сиреневый слегка опушённый; трубка длиной 2-4 мм; верхняя губа яйцевидной формы, длиной 2,5-4 мм, шириной 1,8-3 мм, заострённая, загнута назад; нижняя губа объединена на 1,5-2,5 мм. Плод — орех 2 мм длиной, шириной 2,1 мм; основание красновато-коричневое, опушённое; волоски по окружности 1,3-1,8 мм длиной от оранжевого до красновато-коричневого цвета; центральный пучок 1,5-1,8 мм длиной, палевый и красно-коричневый.

## Таксономия
Вид был официально описан в 1856 году швейцарским ботаником Карлом Мейснером в Prodromus Systematis Naturalis Regni Vegetabilis. Типовой образец был собран в 1836 году во время экспедиции Томаса Ливингстона Митчелла, в честь которого видовое название.

## Распространение
C. mitchellii — эндемик западной Виктории в Австралии. Встречается в Национальном парке Лоуэр-Гленелг, Национальном парке Грампианс и недалеко от Англси.